# Delage Type A
La Delage Type A est le premier modèle d'automobile de la marque Delage, conçue et construite en 1905 par le fondateur Louis Delâge.

## Historique
Cette voiturette monocylindre à moteur De Dion-Bouton de 9 chevaux conçue et construite en 1905 par Louis Delâge marque la fondation de la marque Delage.